# سفارة أستراليا في اليابان
سفارة أستراليا في اليابان هي أرفع تمثيل دبلوماسي لدولة أستراليا لدى اليابان. تقع السفارة في وهي تهدف لتعزيز المصالح الأسترالية في اليابان.

## وصلات خارجية
- قائمة سفارات أستراليا
- قائمة السفارات في اليابان